# Harriet Andersson
Harriet Andersson (Estocolmo, 14 de febrero de 1932) es una actriz sueca de teatro y cine reconocida principalmente por trabajar en películas del aclamado director Ingmar Bergman.

## Carrera
Nació en el seno de una familia modesta, siguió los cursos de Calle Flygare y debutó en los teatros de Södran, en Blancheteatern y en el Oscarteatern. En 1950, trabaja en el music-hall Scala y debuta en el cine. En 1954, Ingmar Bergman la ficha para su grupo teatral de Stasteater de Malmö y se consagra como una de las actrices favoritas de la época. 
Se casó con el realizador Jörn Donner con quien aparece en numerosas películas.
En 1963, recibió el premio de la crítica cinematográfica por su papel en Såsom i en spegel de Ingmar Bergman. 
En 1964, obtuvo el premio a la mejor interpretación en el festival de Berlín por Att Älska de Jörn Donner y el premio de la revista sueca de cinematografía Chaplin.

## Filmografía
- 1950 : Motorkavaljerer de E.Ahrle
- 1950 : Medan staden sover de L.E Kjellgren
- 1950 : Två trappor över gården de G.Werner
- 1950 : Anderssonskans Kalle de R.Husberg
- 1951 : Biffen och Bananen de R.Husberg
- 1951 : Puck heter jag de S.Bauman
- 1951 : Dårskapens hus de E.Ekman
- 1951 : Frånskild de G.Molander
- 1952 : Ubåt 39 de E.H.Faustman
- 1952 : Sabotage de E.Jonsson
- 1952 : Trots de G.Molander
- 1953 : Un verano con Mónica de Ingmar Bergman
- 1953 : Gycklarnas afton de Ingmar Bergman
- 1954 : En lektion i kärlek de Ingmar Bergman
- 1955 : Kvinnodröm de Ingmar Bergman
- 1955 : Hoppsan! de  S.Olin
- 1955 : Sommarnattens leende de Ingmar Bergman
- 1956 : Nattbarn de  G.Hellström
- 1956 : Sista paret ut  de A.Sjöberg
- 1957 : Synnøve Solbakken de  G.Hellström
- 1958 : Flottans överman de  S.Olin
- 1958 : Kvinna i leopard de  G.Molander
- 1959 : Noc Poslubna - Haayo - En Brollopsnatt de E.Blomberg
- 1959 : Brott i paradiset de  E.Kjellgren
- 1961 : Barbara de  Frank.Wisbar
- 1961 : Såsom i en spegel (Como en un espejo), de Ingmar Bergman
- 1962 : Syska de A.Kjellin
- 1963 : Lyckodrömmen de  H.Abramson
- 1963 : En söndag i september de  Jörn.Donner
- 1964 : För att inte tala om alla dessa kvinnor (Por no mencionar todas estas mujeres),  de Ingmar Bergman
- 1964 : Att älska  de  Jörn.Donner
- 1964 : Älskande par (les amoureux) de  Mai Zetterling
- 1965 : For vänskaps skull de  H.Abramson
- 1965 : Lianbron de  S.Nykvist
- 1965 : Här börjar äventyret, taalla alkan seikkailu de  Jörn.Donner
- 1966 : Ormen (Le serpent) de  H.Abramson
- 1967 : The deadly affair de  Sydnet Lumet
- 1967 : Stimulantia - Han Hon de  Jörn.Donner
- 1967 : Tvärbalk (Chassé-croisé) de  Jörn.Donner
- 1967 : Mennesker modes og sod musik opstar i hjertet - Manniskor möts och ljuv musik uppstår i hjärtat de H.Carlsen
- 1968 : Jag älskar, du älskar de S.Björkman
- 1968 : Flickorna de Mai Zetterling
- 1968 : Oberman de  H.Embach
- 1969 : Kampf um rom - Bataglia pentru roma de  Robert Siodmak
- 1969 : Anna de  Jörn.Donner
- 1971 : I havsbandet de  B.Lagervist
- 1972 : Viskningar och rop (Gritos y susurros) de Ingmar Bergman
- 1972 : El día que el payaso lloró de  Jerry Lewis (inédita)
- 1973 : Bebek de  B.Karabuda
- 1975 : Monismanien 1995 de  K.Fant
- 1975 : Två kvinnor - Den vita vagen de  S.Björkman
- 1977 : Hempas bar de L.G.Thelesman
- 1977 : Snorvalpen de Vilgot Sjöman
- 1979 : La Sabina de José Luis Borau

## Premios y distinciones
Festival Internacional de Cine de Venecia
| Año  | Categoría                    | Película  | Resultado |
| ---- | ---------------------------- | --------- | --------- |
| 1964 | Copa Volpi a la mejor actriz | Att älska | Ganadora  |